# Hoplitis antennata
Hoplitis antennata är en biart som först beskrevs av Morawitz 1876.  Hoplitis antennata ingår i släktet gnagbin, och familjen buksamlarbin. Inga underarter finns listade i Catalogue of Life.